# Pascal Enjolras
Pas d'image ? Cliquez ici
Pascal Enjolras, né le 15 février 1972 à Rodez, est un pilote de rallye automobile français.

## Biographie
Fils de Michel Enjolras, célèbre préparateur travaillant étroitement avec Peugeot (entre autres responsable des autos officielles de la marque lors de la grande période des 306 Maxi), Pascal baigne naturellement dès l'enfance dans la compétition automobile.
Pascal Enjolras commence la compétition à l'âge de 13 ans en karting puis devient finaliste du Volant Elf en 1989. Au contact de grands pilotes français comme François Delecour ou Gilles Panizzi grâce à l'activité familiale, il passe cependant près d'une grande carrière en rallye. Il accroche notamment deux fois à son palmarès le championnat de France amateur et sa plus belle saison vice champion de France 2001.
Aujourd'hui Pascal court selon son temps libre : il prend en effet progressivement la succession de son père au sein de l'atelier de préparation familiale. 
Son frère Sébastien s'est tué lors des essais des 24 Heures du Mans 1997.

## Palmarès
- 2006 : 3e du Trophée Michelin ;
- 2005 : vainqueur du Trophée Michelin sur Peugeot 306 Maxi - 6e du Championnat de France ;
- 2001 : [Vice-Champion de France derrière Sébastien Loeb et Citroën sport] ; championnat de France 2001 en 306 Maxi
- 2000 : vainqueur du Trophée Férodo sur Peugeot 306 Maxi ;
  - 1999 : participe au volant Peugeot 206 WRC ;
  - 1992 : débute en rallye, sur une Peugeot 205 GTI.